# Млинівська сільська рада
| Млинівська сільська рада — адміністративно-територіальна одиниця та орган місцевого самоврядування у Ратнівському районі Волинської області з адміністративним центром у с. Млинове. Сільській раді підпорядковані населені пункти: - с. Млинове - с. Годинь - с. Долина - с. Доманове - с. Сільця-Млинівські |

## Склад ради
Рада складається з 16 депутатів та голови.

### Керівний склад ради
| ПІБ                      | Основні відомості                                                                     | Дата обрання | Дата звільнення |
| ------------------------ | ------------------------------------------------------------------------------------- | ------------ | --------------- |
| Оніщук Анатолій Іванович | Сільський голова, 1965 року народження, освіта, член Української Народної Партії      | 26.03.2006   | 31.10.2010      |
| Оніщук Анатолій Іванович | Сільський голова, 1965 року народження, освіта вища, член Української Народної Партії | 31.10.2010   |                 |

Примітка: таблиця складена за даними джерела

## Населення
Згідно з переписом УРСР 1989 року чисельність наявного населення сільської ради становила 1092 особи, з яких 533 чоловіки та 559 жінок.
За переписом населення України 2001 року в сільській раді мешкала 1101 особа.

### Мова
Розподіл населення за рідною мовою за даними перепису 2001 року:
| Мова       | Відсоток |
| ---------- | -------- |
| українська | 98,10 %  |
| білоруська | 1,54 %   |
| російська  | 0,36 %   |